# 人民日报出版社
人民日报出版社成立于1956年8月1日，由人民日报社直属，2010年12月28日由事业单位改制为全民所有制企业。出版范围是社会科学类书籍，涵盖党政、新闻、历史、文化、哲学、经济、社会等。员工80多人，年出书800余种，年发货逾人民幣亿元。

## 外部連結
- 人民日報出版社官方網站
- 人民日报出版社聚焦新乡先进群体（页面存档备份，存于）
- 人民日报出版社社长董伟致辞（页面存档备份，存于）